# Повратак Жикине Династије 2
Повратак Жикине династије 2 (радни наслов: Лудe годинe 12) надолазећи је српски филм из 2026 године. Треба да буде дванаести наставак серијала Луде године.
Режисер филма је Милан Тодоровић, сценарио је написала Милена Марковић, ћерка сценаристе Јована Марковића, који је радио сценарио за све претходне филмове из серијала.
Снимљена су два филма одједном, тако да ће први део “Повратак Жикине Династије (I део)” који се дешава у Београду бити приказан на јесен 2025. А наставак на тај филм који ће више имати фокус на Жикино родно село “Повратак Жикине Династије (II део)” ће бити приказан одмах по завршетку дистрибуције првог, тј. на пролеће 2026. 

## Улоге
| Глумац               | Улога                    |
| -------------------- | ------------------------ |
| Никола Којо          | Михајло „Миша” Павловић  |
| Никола Брун          | Жика Павловић            |
| Гаврило Иванковић    | Милан Павловић           |
| Владимир Петровић    | Слободан „Боба” Павловић |
| Весна Чипчић         | Елза                     |
| Гала Виденовић       | Наташа                   |
| Данијела Димитровска | Ангела Каја              |
| Срђан Тимаров        | Тадија                   |
| Катарина Вељовић     | Светлана                 |
| Младен Совиљ         | Малиша                   |
| Јово Максић          | Саша                     |
| Слободан Нинковић    | Ђока рибизла             |
| Миона Марковић       | Милунка Павловић         |
| Мина Ненадовић       | Маша                     |
| Борка Томовић        | Даница Марковић          |
| Александар Срећковић | Станоје                  |
| Драгана Мићаловић    | Лела                     |
| Радомир Николић      | Матеја Матијашевић       |
| Новак Билбија        | Борисав Павловић         |
| Милан Михаиловић     | Јован Марковић           |
| Бојана Маљевић       | Галина                   |